# 카이저 치프스
카이저 치프스 또는 카이저 칩스(Kaiser Chiefs)는 1997년 영국에서 결성된 록 밴드다.
첫 번째 정규 앨범 Employment가 2005년 발매되었다. 이 앨범은 전 세계에서 3백만 장의 판매고를 올렸고 2005년 머큐리 상에 노미네이트되었다. 또한 그들은 2006년 브릿 어워드 3관왕에 오르며 그해의 최다 수상자가 되었다.
2007년 두 번째 정규 앨범 Your Truly, Angry Mob이 발매되었다.
2008년 세 번째 정규 앨범 Off with Their Heads가 발매되었다.
2011년 네 번째 정규 앨범 The Future is Medieval가 발매되었다.
2014년 다섯 번째 정규 앨범 Education, Education, Education & War가 발매되었다.
2016년 여섯 번째 정규 앨범 Stay Together가 발매되었다.

## 디스코그래피
- Employment (2005)
- Yours Truly, Angry Mob (2007)
- Off with Their Heads (2008)
- The The Future is Medieval (2011)
- Education, Education, Education & War (2014)
- Stay Together (2016)